# Franz Plangger
Franz Plangger (* 2. Oktober 1968) ist ein ehemaliger österreichischer Skeletonfahrer.
Franz Plangger startete erstmals im November 1988 bei einem Rennen in Calgary im Weltcup und wurde sofort Vierter. Im Januar 1993 gewann er in Oberhof sein erstes von sechs Weltcuprennen. In der Saison 1992/93 konnte er alle drei Weltcuprennen gewinnen und gewann damit auch überlegen den Gesamtweltcup. Es folgten weitere vordere Platzierungen im Gesamtweltcup: Zweiter 1994/95, Dritter 1989/90 und 1993/94, Vierter 1988/89 und 1996/97, Fünfter 1990/91 und 1995/96.
Bei Weltmeisterschaften startete Plangger erstmals 1989 in St. Moritz, wo er gleich die Bronzemedaille gewann. 1991 in Igls wurde er Vierter, 1992 in Calgary Fünfter, 1993 hinter Andy Schmid Zweiter in La Plagne. 1994 kam eine weitere Bronzemedaille hinzu, 1995 in Lillehammer ein sechster Platz. 1996 musste sich Plangger in Calgary nur Ryan Davenport geschlagen geben. Er nahm noch an weiteren vier Weltmeisterschaften bis 2000 teil, konnte sich jedoch nie mehr in den Top 10 platzieren. Trotz seiner großen Erfolge konnte er den Weltmeisterschaftstitel nie erringen. Bei Europameisterschaften konnte er nur einmal, 1988 eine vordere Platzierung erreichen. Hier gewann er in Winterberg die Bronzemedaille.
Bei nationalen Meisterschaften konnte er einmal Vizemeister (1988) und einmal Dritter (1999) werden. Mehr Erfolge waren nicht möglich, da in Österreich zwischen 1990 und 1998, also in der besten Phase des Sportlers Plangger, keine Meisterschaften ausgetragen wurden. Nach der Saison 1999/2000 fuhr Plangger noch eine Saison im Europacup und beendete danach seine Karriere.